# Muzeum Etnograficzne w Beracie
Muzeum Etnograficzne w Beracie (alb. Muzeu Kombëtar Etnografik i Beratit) – muzeum etnograficzne w Beracie w środkowej Albanii.
Muzeum mieści się w XVIII-wiecznej dwupiętrowej willi. Ekspozycje na pierwszym piętrze poświęcone są tradycyjnym strojom i narzędziom używanym przez jubilerów i tkaczy. Na górnym poziomie natomiast odtworzone są tradycyjne pokoje gościnne, kuchnie i sypialnie.
Zbiory muzeum obejmują ponad 1000 eksponatów reprezentujących tradycję i kulturę regionu.